# Prieuré de Bolton
Le prieuré de Bolton (ang. Bolton Priory), dont le titre complet est The Priory Church of St Mary and St Cuthbert, Bolton Abbey, est une église paroissiale de l'Église d'Angleterre dans le village de Bolton Abbey, qui se trouve dans le parc national Yorkshire Dales et le comté de Yorkshire du Nord, Angleterre. Il y a eu un culte continu sur le site depuis 1154, lorsqu'un groupe de chanoines augustiniens déménagea de leur communauté originale dans le village voisin d'Embsay et commença la construction du bâtiment actuel, qui se trouve maintenant en dedans d'un site archéologique. Malgré la perte de la plupart des bâtiments du prieuré lors de la dissolution des monastères, la moitié occidentale de la nef originale a été préservée afin que la population de la paroisse locale puisse y continuer le culte. Il y a aujourd'hui un calendrier liturgique complet, en plus duquel le Prieuré accueille la Série de Concerts de Prieuré de Bolton, et la conférence annuelle de St Cuthbert. Le prieuré de Bolton accueille plus de 160 000 visiteurs par an, venant du monde entier.

## Histoire

### Fondation
L'église a ses origines historiques dans un prieuré augustinien fondé à Embsay, à cinq milles à l'ouest du village de Bolton (comme on l'appelait alors), en 1120. La communauté déménagea à Bolton en 1154 et commence la construction du bâtiment actuel. L'extrémité est de l'église était un bâtiment oblong, dont parts sont encore visibles dans les murs de la chœur originale, qui ont pu être construits sur une ancienne chapelle des Saxons. Autour de cette structure une chancel courte, tour et transept ont été construits, et un cloître classique a été ajouté au sud-ouest du transept sud.
La Nef entière a été achevée au milieu du XIIIe siècle. Le mur nord du cloître existant a été utilisé comme base de la paroi sud et l'église a été complétée par l'ajout d'un front ouest (toujours debout) qui a été joint au transept nord par un couloir nord. L'extérieur de la paroi sud de l'église a des corbeaux qui soutenaient le toit du cloître, une ligne d'assise en pierre délimitée par des piliers et des arcades, et un bénitier par la porte sud-est.

### Ajout duXIVesiècle
Les canons ont fait des améliorations significatives au XIVe siècle. La chancel  était étendue à l'est; Le chœur, qui était initialement logé  dans l'intersection de la nef et des transepts, s'est déplacé vers l'extrémité ouest de la chœur et le jubé a été transféré dans l'arc ouest de la tour. Un couloir nord a été construit et les deux portes à l'extrémité ouest de l'allée nord et les fenêtres de l'allée ont été décorées avec soin. La hauteur de la chœur a été augmentée et des fenêtres décorées ont été ajoutées à la chœur et à l'allée.
Le cadre des fenêtres du chœur est encore visible, bien qu'une grande partie du tracé dans la chœur ait été détruit. Les transepts ont été reconstruits en grande partie, à nouveau avec l'ajout de verre décoré, bien que seulement deux petits fragments des originaux restent. Une nouvelle octogonal salle capitulaire a été construite vers l'est.
Ces bâtiments ont été pratiquement détruits, et seules les bases de leurs murs et des piliers qui ont soutenu les premiers étages restent. Il est cependant possible de voir les bases sculptées des sièges dans la salle capitulaire, une fenêtre scellée au sommet de l'escalier de nuit, les vestiges de l'escalier du jour et les fragments du parloir extérieur.

### Tour incomplète

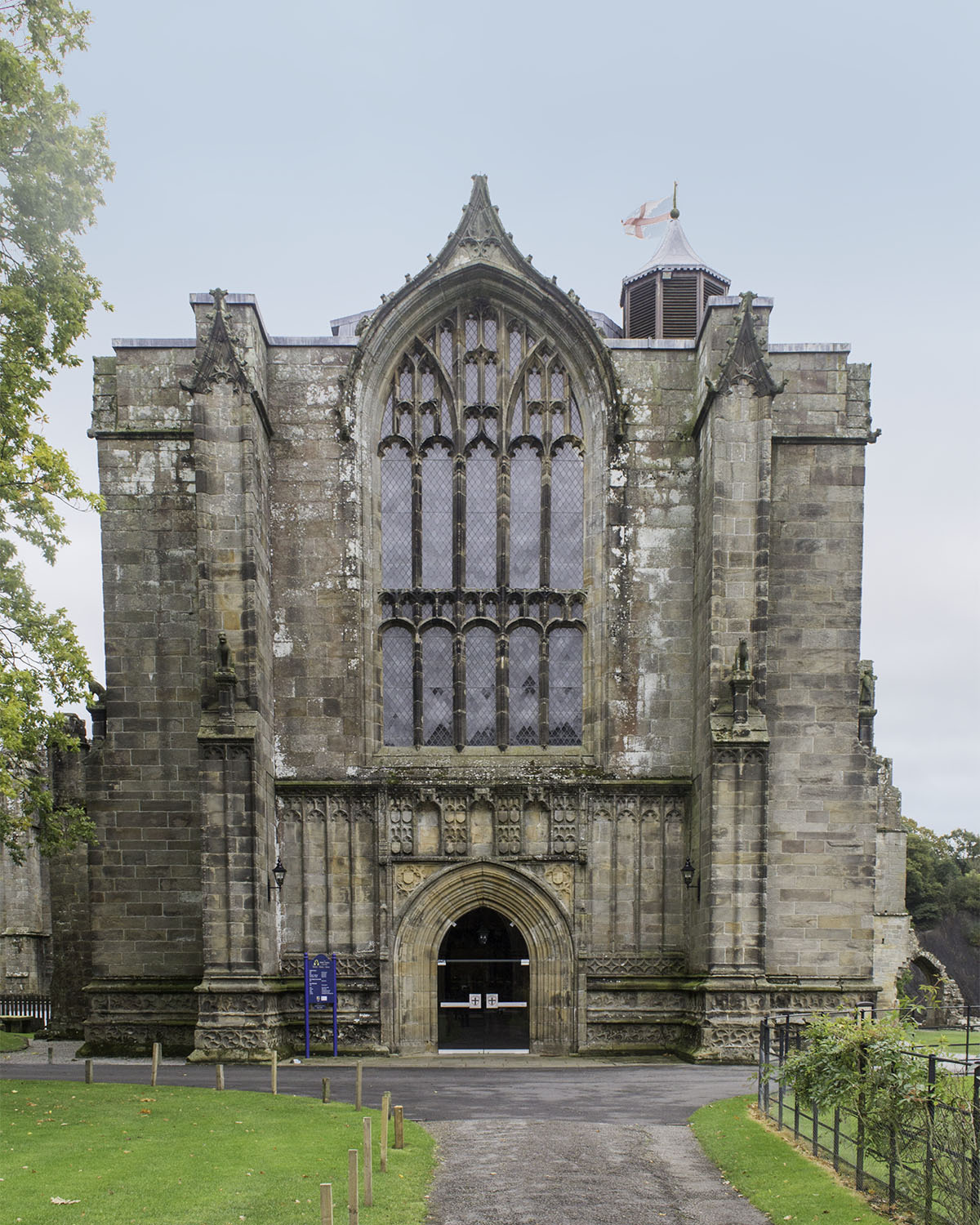
Tour de l'Ouest du prieuré actuel.

En 1520, le prieur Moone, qui devait être le dernier prieur, a commencé à construire la tour Ouest. Au-dessus de la porte de la tour Ouest, il y a une inscription originale portant le symbole du prieur (une lune) et déclarant qu'il a commencé cette fondation dans MCVXX (ang. ‘began this foundacyon in MCVXX’). Seulement un tiers de la tour avait été construit lorsque le travail a été arrêté par la dissolution des monastères. La tour était donc laissée sans toit et sans vitre dans ses fenêtres et avec des trous entre la tour et le front ouest de la nef.

### Dissolution
Le prieuré a été dissous en 1539. Parce que le prieuré était une fondation augustinienne, les canons fournissant donc des prêtres aux églises locales, et c'était en effet l'église locale pour la communauté environnante. Par conséquent, la moitié ouest de la nef a été épargnée et a été scellée de la moitié orientale, bientôt tombée dans la ruine, par un mur de pierre brut.
Pour les 200 prochaines années, l'église était administrée par une église voisine à Skipton et était sous la garde d'un curé. Pratiquement rien n'est connu sur cette période, bien qu'il existe une référence historique occasionnelle aux fenêtres brisées .
La restauration de l'église a été commencée par Richard Boyle qui, en 1728, a fourni de nouveaux dalles et de nouvelles portes, a blanchi à la chaux à l'intérieur et a réparé les fenêtres. En 1796 William Cavendish et le titulaire, le révérend William Carr, a réorganisé la disposition de la nef, pour refléter l'accent sur l'Évangile et la prédication plutôt que sur l'Eucharistie.
Les bancs, qui jusqu'alors avaient fait face à l'autel à l'est, étaient placés sur trois côtés d'un carré face à une chaire, avec un écran en bois à l'est bloquant l'autel.

### Restauration duXIXesiècle
Au milieu du dix-neuvième siècle, face à la montée de Non-conformistes et Émancipation des catholiques, beaucoup dans l'Église d'Angleterre préconisaient un retour à l'église du Moyen Âge. En 1854, William Cavendish a commandé un design de vitraux de Augustus Pugin, (fameux pour son dessin des Maisons du Parlement, pour remplacer le verre ordinaire dans les six fenêtres du mur du sud . Puis, en 1866, deux ans après que l'abbaye de Bolton devienne sa propre paroisse avec son propre recteur, William Cavendish a commencé une restauration majeure, sous la direction de  George Street.

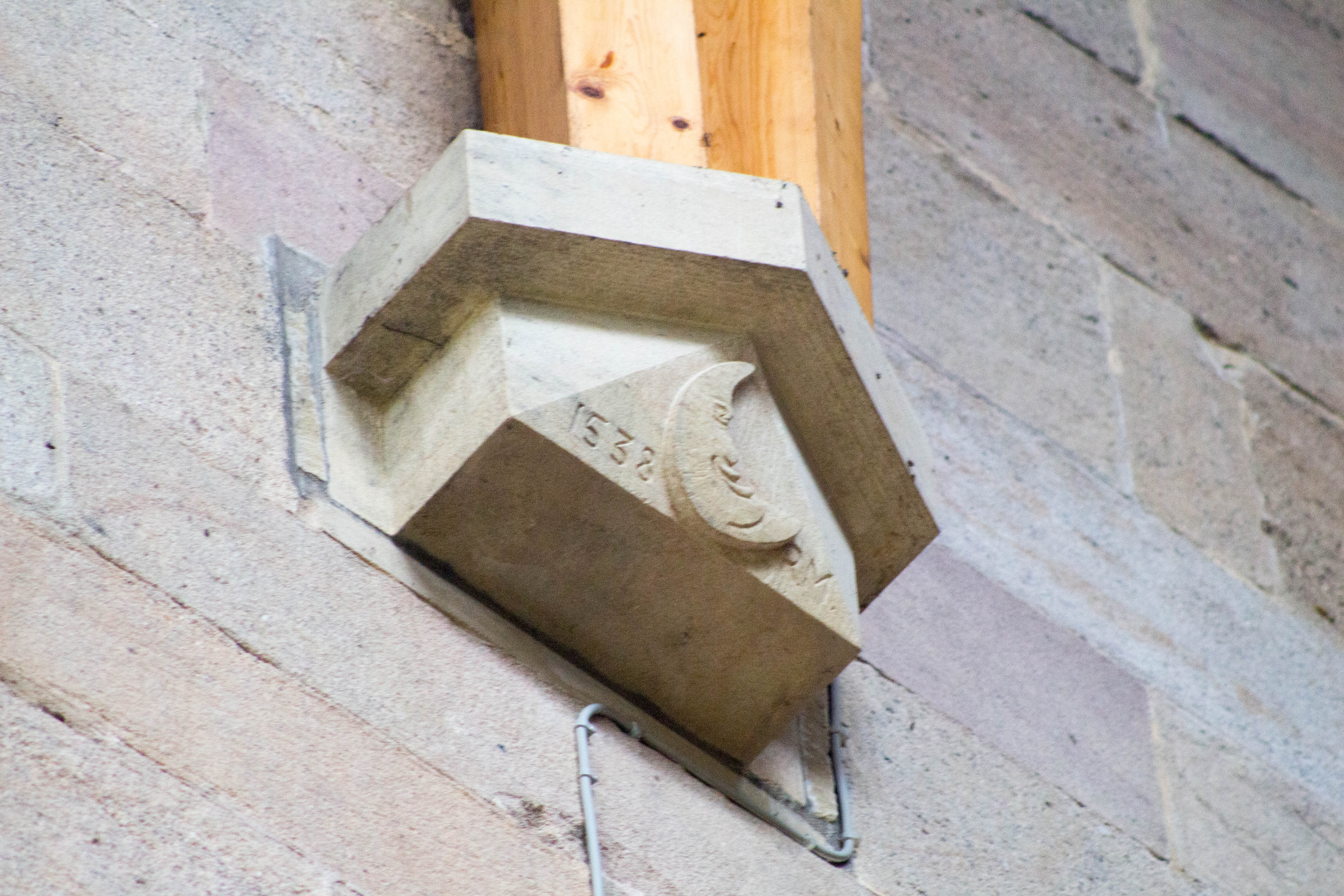
Symbole Prior Moone

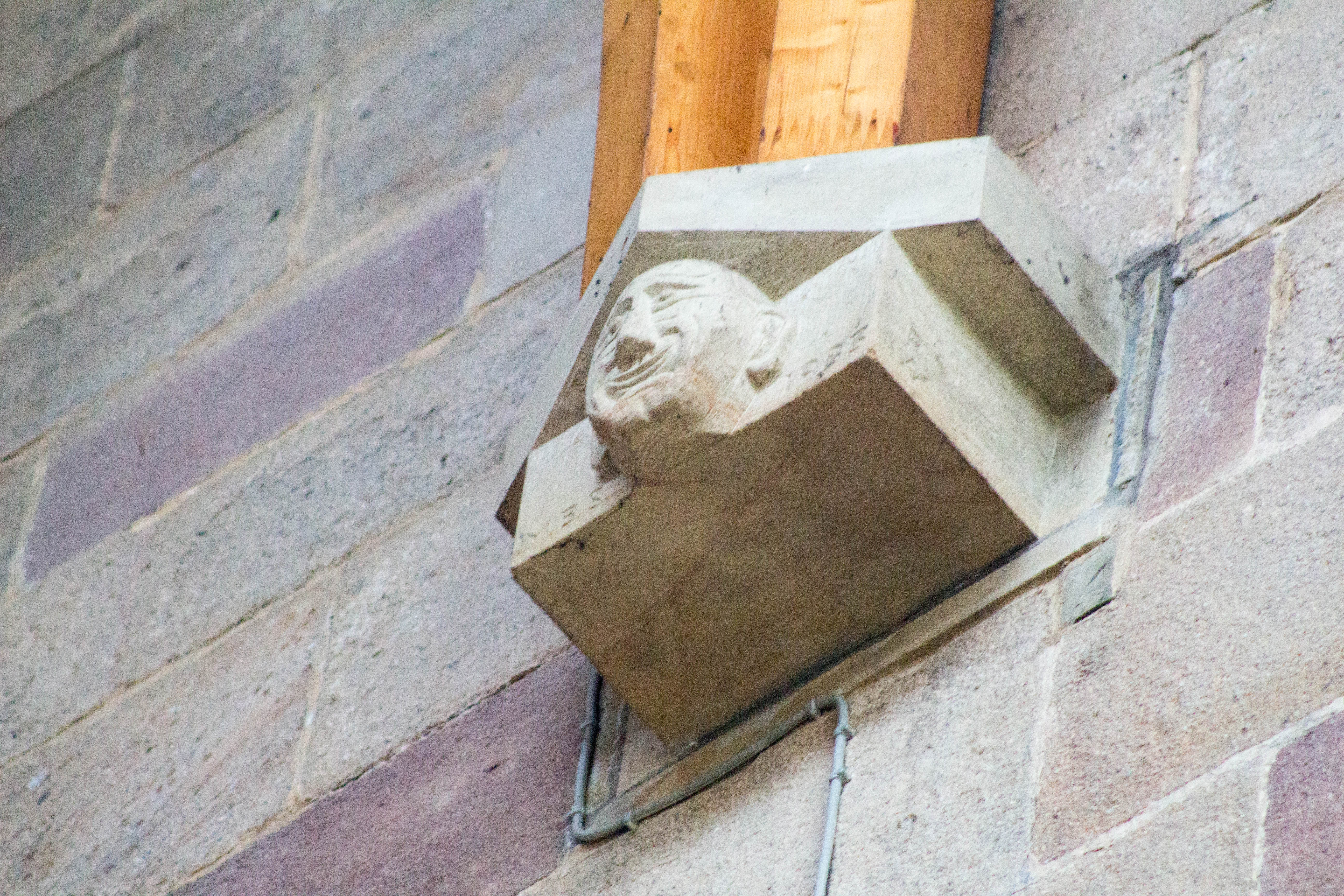
Effigie Canon Slaughter

Le mur brut qui avait été érigé dans l'arc ouest de la tour au moment de la dissolution a été retiré et remplacé un nouveau mur mettant l'accent sur le moulage de l'arche. Le nouveau mur était décoré de tableaux de plantes et d'emblèmes d'importance religieuse par un artiste local, George Bottomley. Le plâtre et le blanchiment ont été enlevés des murs, la chœur a été carrelée, le plancher de la nef a été renouvelé, l'écran a été déplacé à l'arrière de l'église, des bancs de chêne orientés vers l'est et une nouvelle police ont été installés et les portes ont été remplacées . Un nouvel organe à trois manuels a été commandé.

### XXesiècle
Le culte a continué pendant les cent dernières années, mais à la fin du XXe siècle, la taille de la congrégation dans cette paroisse rurale peu peuplée avait diminué à des figures uniques; l'église était délabrée, il n'y avait pas de recteur, et le diocèse considérait l'option de l'abandonner. Ses fortunes ont été relancées par l'énergie et l'enthousiasme du Canon Maurice Slaughter, qui a démissionné de son ancien poste pour devenir le prêtre du Prieuré de Bolton. Il a stimulé l'intérêt pour le Prieuré dans la population élargie du Yorkshire du Nord et de l'Ouest et a supervisé un important effort de collecte de fonds au cours des années 1980 qui a financé une refonte complète du bâtiment. La tour a finalement été, après 450 ans, couverte. Le toit est soutenu sur des corbeaux portant d'un côté le symbole lunaire de Prior Moone, qui a commencé la tour, et de l'autre l'effigie de Canon Slaughter qui l'a conservé et l'a complété. Les cendres de Canon Slaughter ont récemment été enterrées sous une pierre mémorial par le mur nord.

## Site

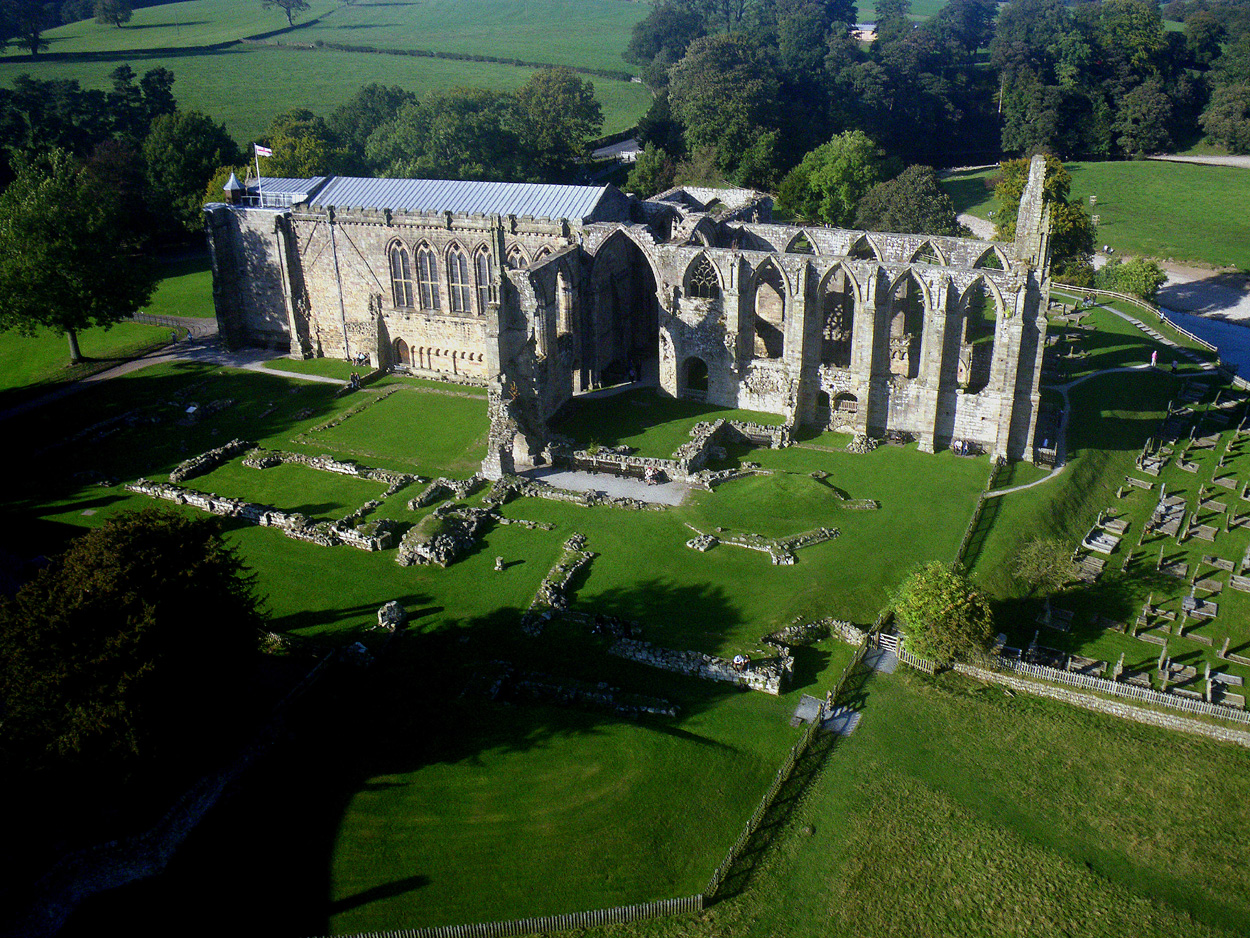
Bolton Priory et ruines ; vue du sud.

L'église prieurée, formée de la nef et de la tour ouest du prieuré augustinien original, se trouve sur une pente orientée vers l'est au-dessus d'une courbe dans le fleuve Wharfe, près du village de Bolton Abbey. Il est attaché à l'ancien chancel, croisée et transept qui sont modérément bien conservés, et à côté de salle capitulaire et cloître , dont seuls les fondements restent. Le site est délimité à l'ouest par le mur de l'ancien prieuré et de l'autre côté par une clôture. Il y a des entrées routières de la route vers le nord et le sud.
À l'ouest de l'église, la porterie du XIVe siècle, qui se trouve juste à l'intérieur du mur périphérique, a été transformée en pavillon de chasse et a été étendue par Joseph Paxton. Derrière, il y a un aqueduc, construit à la fin du XVIIIe siècle, qui a traversé la route pour approvisionner les moulins sur le domaine. Au sud, l'école Boyle (ang. Boyle School) (fondée en 1700 et payé par un legs du physicien Robert Boyle, et maintenant le presbytère) (ang. Rectory) se trouve sur un site anciennement occupé par les cuisines, la maison d'hôtes et l'infirmerie. La cheminée de la maison d'hôtes reste, et il y a des fenêtres du XVe siècle. C'est peut-être qu'une petite salle appelée salle Boyle (ang. Boyle Room) était autrefois une partie de l'infirmerie, mais malgré une recherche approfondie du professeur Hamilton Thompson dans son étude définitive des années 1920 du Prieuré, la disposition originale de cette région n'est pas claire. Près de la frontière sud du site se trouvent des creux, qui ont été des étangs de poissons. Au-delà d'eux, il y a une grange dîmière qui se trouve sur le site d'une grange médiévale mais a été beaucoup renouvelée et ne contient aucun travail médiéval.

## Intérieur
Il y a deux cryptes dans l'église. Un, sous la sacristie dans le coin nord-ouest, est toujours intact. Le second, maintenant sous l'orgue, contenait les cercueils de la famille Clapham qui étaient rangés dans une position verticale. Il a ensuite été rempli d'os trouvés dans la restauration de 1866 et scellé.

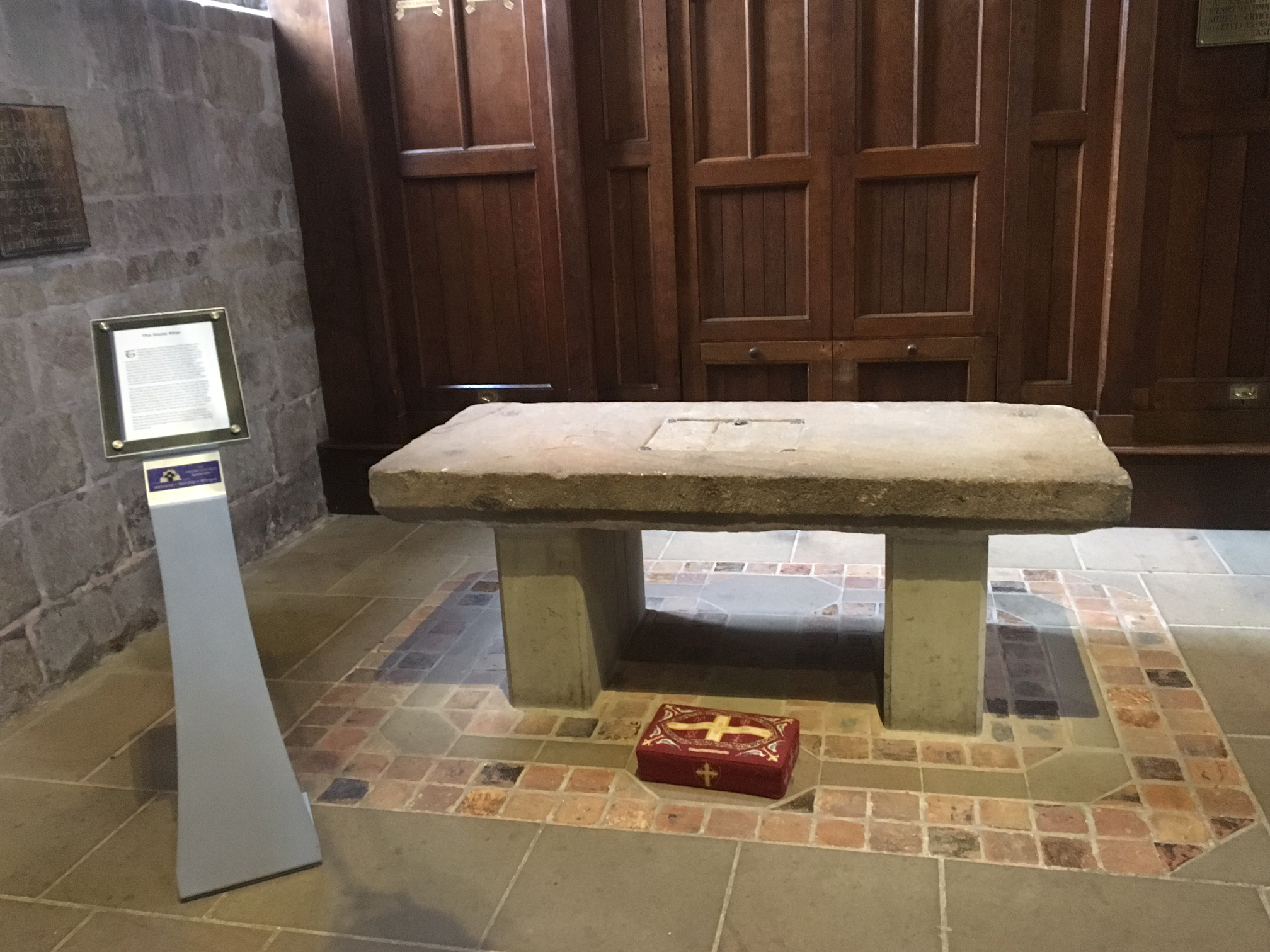
Autel de pierre.

Un autel de pierre dans l'allée nord a été préservé lors de la Dissolution en l'utilisant pour couvrir la seconde des cryptes mentionnées ci-dessus. Lorsque le sol a été remis en place en 1867, il a été placé dans le sol de la tour ouest et a ensuite été déplacé dans l'église où, pendant près d'un siècle, il a été appuyé contre le mur nord de l'allée.
Il a finalement été réédifié, entouré de tuiles médiévales récupérées des ruines, au cours de la restauration des années 1980. La dépression carrée sur la surface correspond à une plaque de laiton enregistrant la mort d'Elizabeth Morley, maintenant affichée sur le mur nord. Cependant, un creux au milieu de cette place soulève la possibilité que ce fut autrefois un autel scellé qui contenait une relique.
Il y a des lavabos à l'extrémité est des murs nord et sud et il y a un banc de pierre original (actuellement enfermé dans une caisse en bois) dans la même zone du mur sud.
Le chapiteau sur la porte sud-est reproduit le dessin des chapiteaux du XIIe siècle dans le vieux chœur. Le font baptismal, conçu par George Street, a été installé en 1867.

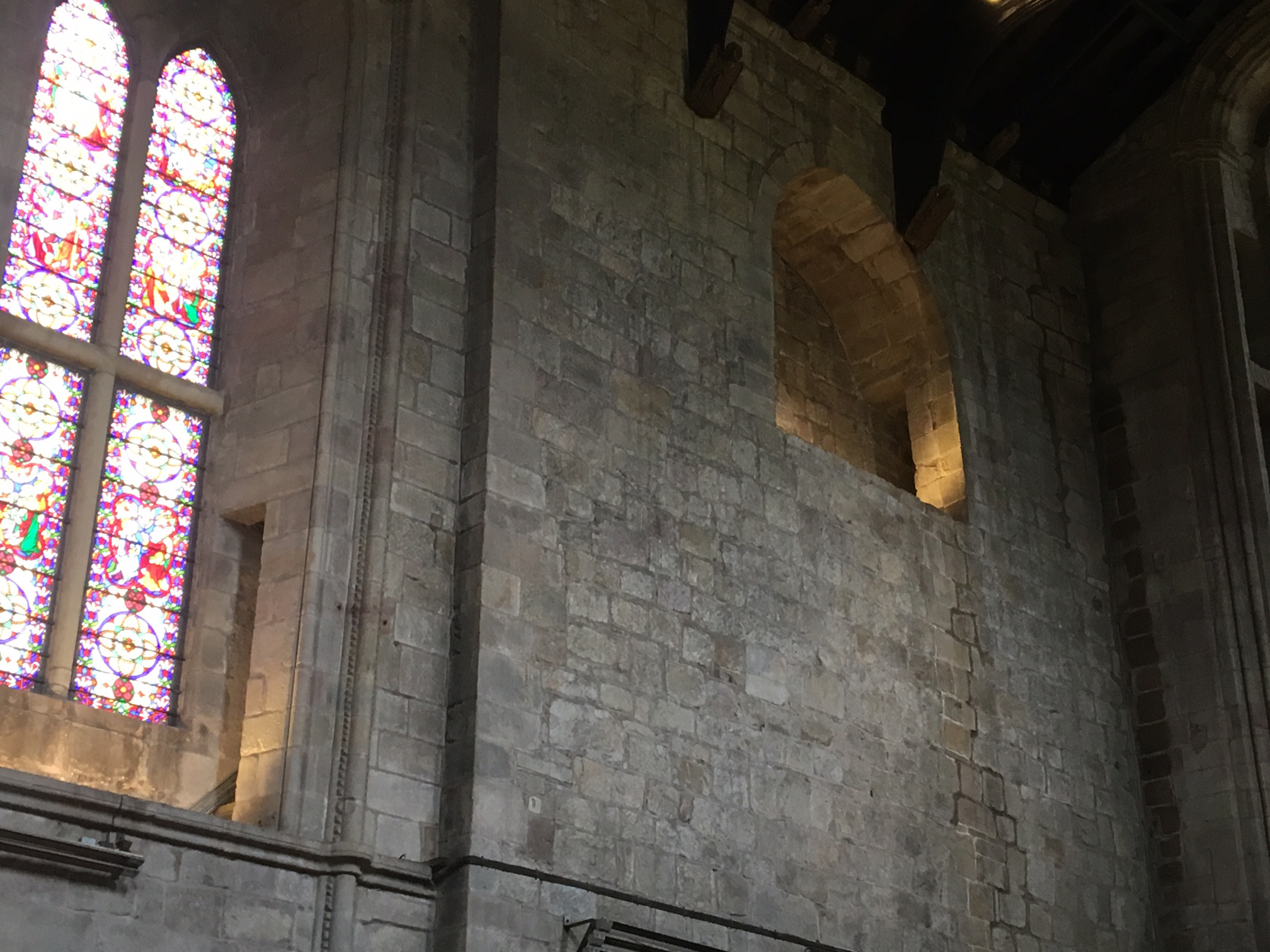
Alcôve dans le mur sud.

Une alcôve dans le mur sud est dite unique. Il a été construit dans la structure du mur nord quand ce dernier a été étendu en largeur et les six grandes fenêtres (maintenant les ‘fenêtres de Pugin’) ont été créées. Il y a un escalier étroit qui monte jusqu'à l'alcôve depuis le passage devant les fenêtres et redescend vers un passage sous la fenêtre ouest.
La fonction originale de l'alcôve reste spéculative. Il y a peut-être eu un accès des quartiers du prieur, mais d'après le professeur Hamilton Thompson cela n'aurait servi à rien d'autre que la ventilation.
Bien que les panneaux inférieurs des fenêtres de l'allée nord contiennent du vitrail victorien, leurs panneaux supérieurs contiennent des effigies d'un roi et d'une reine en verre coloré du 14e siècle. Il a été suggéré que le roi pourrait être Édouard II, Édouard III ou Henri VI d'Angleterre.

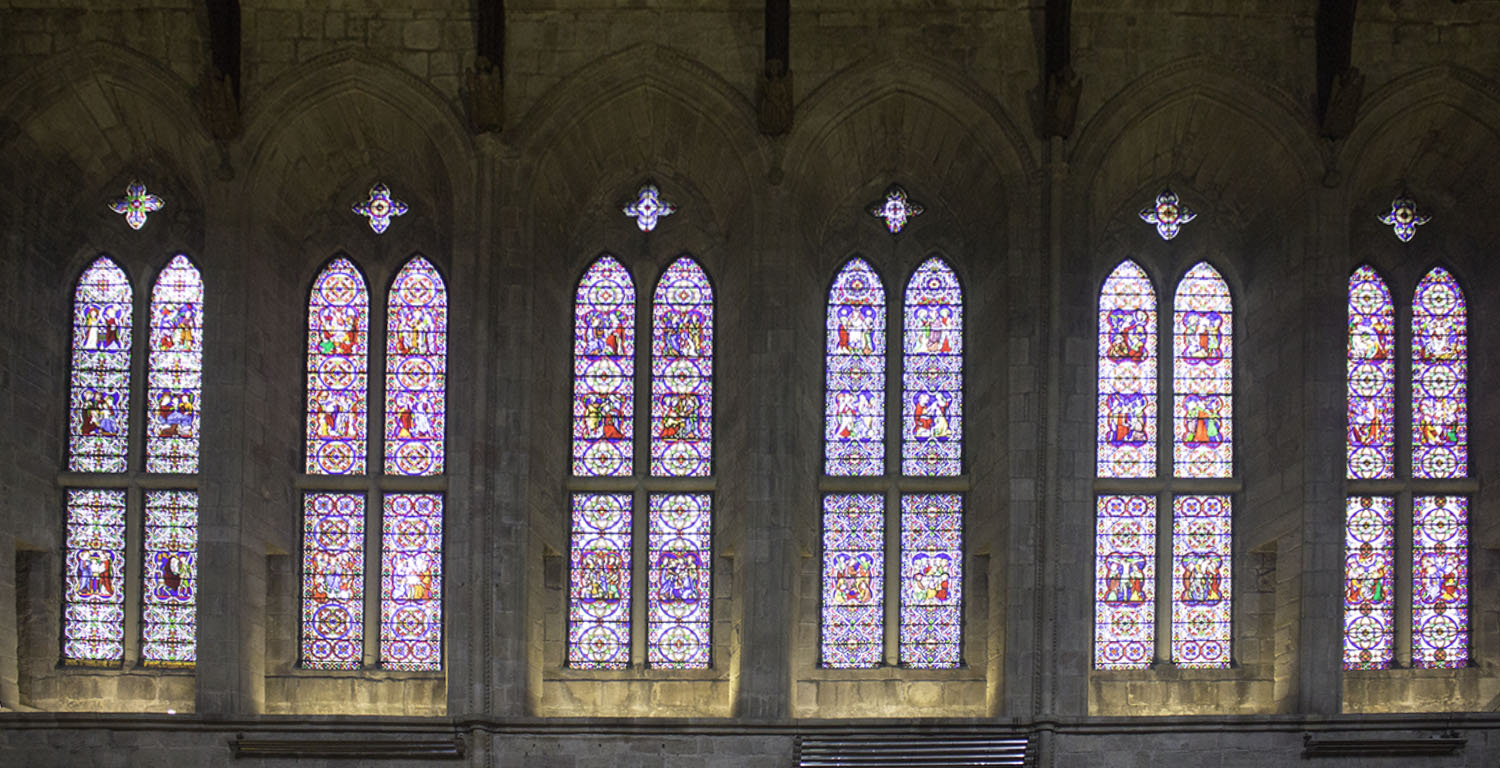
Les ‘fenêtres de Pugin’.

Les ‘fenêtres de Pugin’ sont parmi les dernières conçues par Augustus Pugin, elles sont aussi la dernière, la plus grande et peut-être la meilleure de seulement quatre tentatives pour copier le vitrail médiéval «ancien» (12e siècle). Elles sont aussi les seules fenêtres de Pugin pour lesquelles la plupart des dessins sont encore disponibles pour inspection et, à une exception près, les seules fenêtres qu'il a conçues au cours des dix dernières années de sa vie et qui n'ont pas été exécutées par Hardman de Birmingham. Le vitrier est inconnu, mais ils n'ont pas été fabriqués par W G Crace, comme indiqué sur le panneau incorporé.

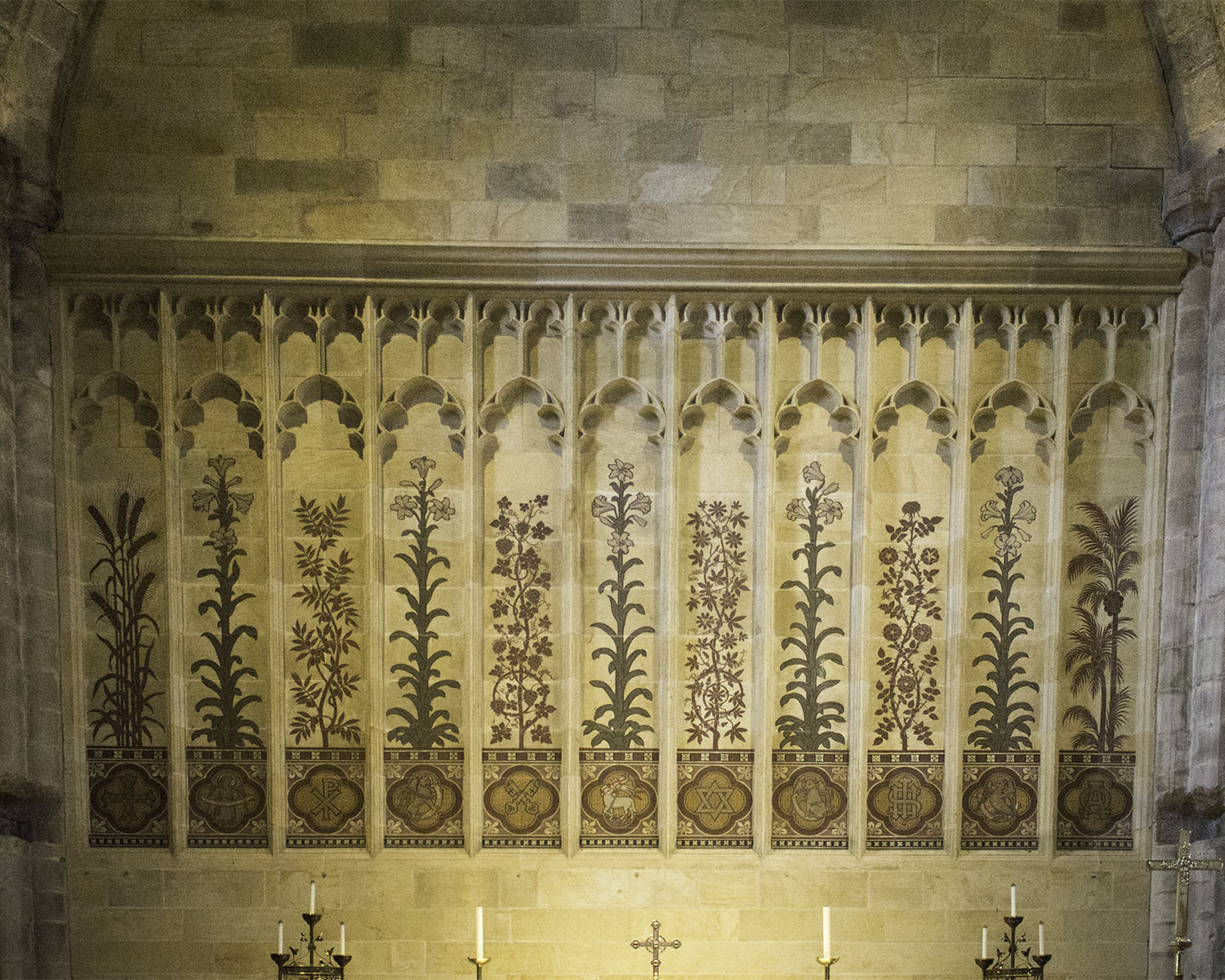
Mur Peint.

Un mur peint reste en toile de fond de l'autel. Les plantes et les symboles représentent différents aspects du récit biblique et chrétien. Caché dans le design sont la signature de l'artiste et les escrocs des évêques et des symboles de poissons. Il n'était pas universellement populaire, et à l'instigation d'une duchesse de Devonshire (ou, selon une autre version, de son visiteur royal), il fut pendant de nombreuses années caché derrière un rideau spécialement commandé. Au cours des travaux de restauration dans les années 1980, il a été redécouvert, en parfait état.

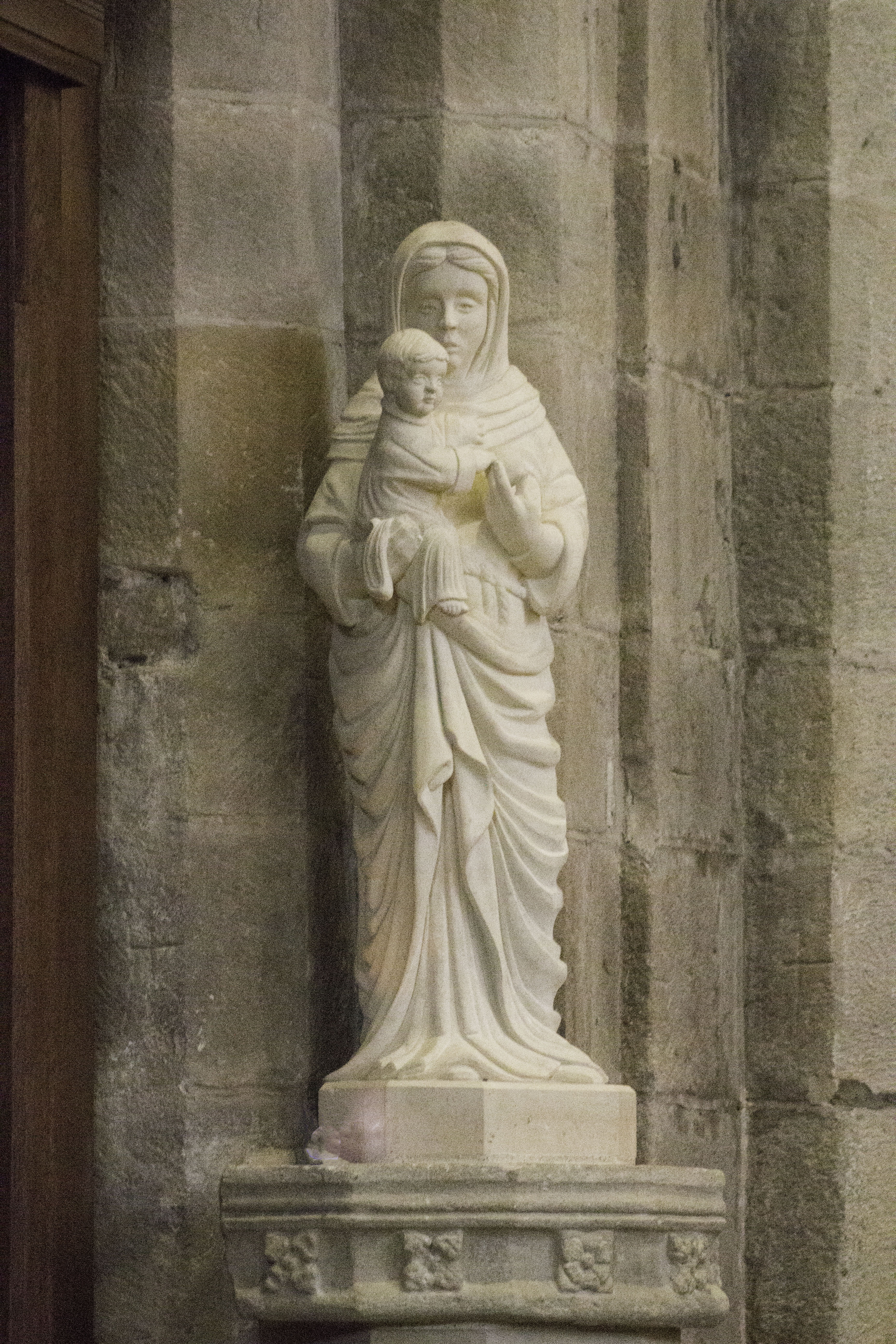
Statue de St Mary.

Lors d'occasions importantes, le Prieuré utilise un calice offert par Lady Anne Clifford, 14e Baronne de Clifford. Fabriqué par Matthew Butler à York et marqué en 1656, il est gravé aux armes du Comte de Cumberland.
L'église contient deux meubles du ‘souris homme de Kilburn’ (ang. Kilburn Mouseman ; célèbre en Angleterre pour son mobilier en bois avec la «signature» d'une petite souris en bois), - la chaise de l'évêque dans le chœur (qui a une souris encadrée) et le tableau sur le mur sud qui énumère précédents prieurs, ministres et recteurs.

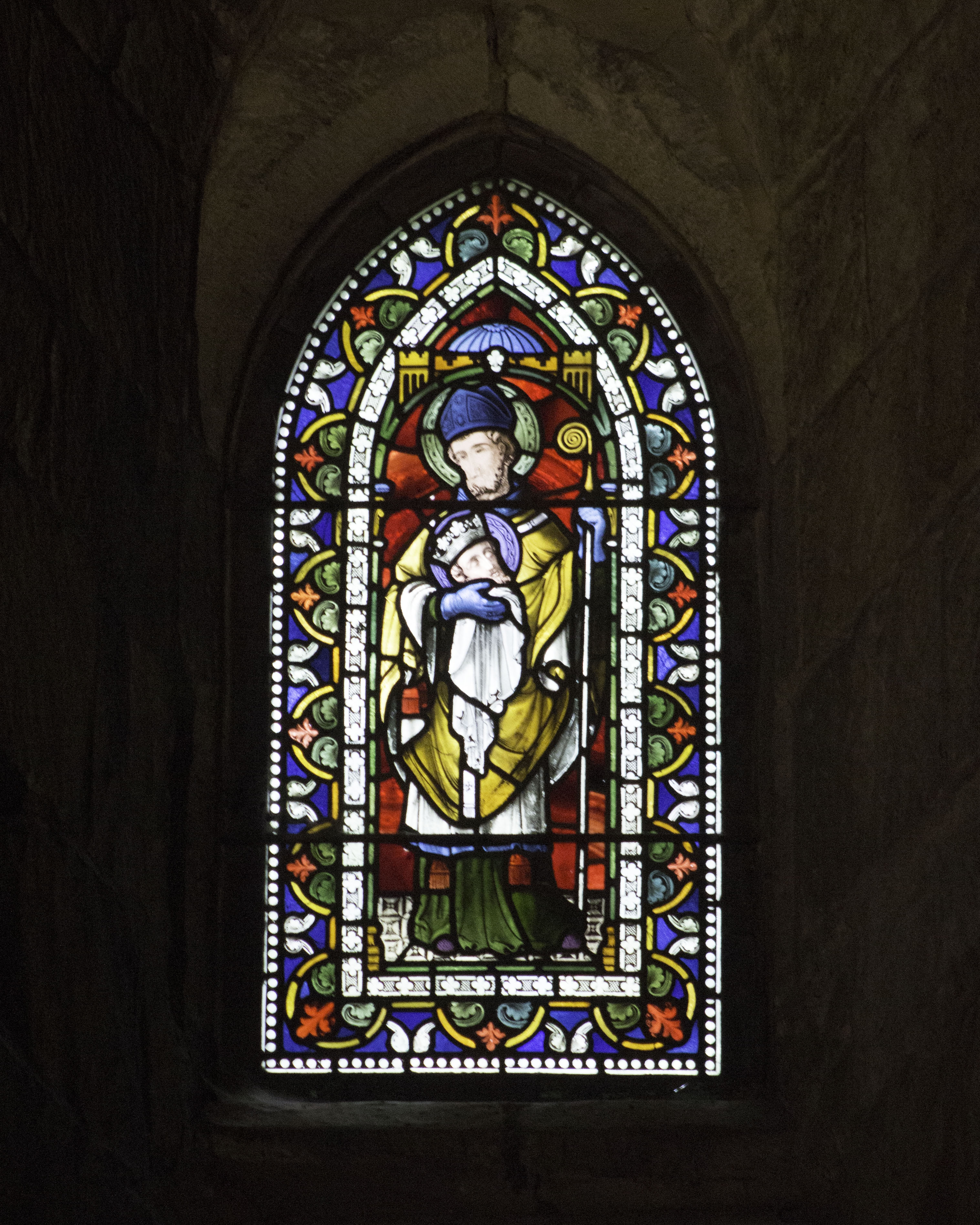
Fenêtre de St Cuthbert.

Le prieuré est dédié à saint Cuthbert et à la Vierge Marie. Saint Cuthbert de Lindisfarne est commémoré par une fenêtre à l'extrémité ouest de l'allée nord, représentant Cuthbert comme l'évêque de Lindisfarne, berçant dans ses bras la tête tranchée de son confrère Oswald de Northumbrie, dont le crâne est peut-être celui trouvé lors de l'excavation de la tombe de Cuthbert dans la Cathédrale de Durham.
Le 7 septembre 2014, une statue de la Vierge Marie, placée contre le mur est entre le buffet et le chœur, a été consacrée. Il a été sculpté par Tim Foster, un sculpteur de pierre de la Cathédrale d'York.